# Kävlinge
Kävlinge (IPA: [ˈɕɛ̂ːvlɪŋɛ]) település Svédország legdélibb megyéjében, Skåne megyében. A város alkotja Kävlinge község központját. 2021-ben 32 341 lakosa volt.
1996-ban nagy mennyiségű ammóniát szállító vonat siklott ki itt, és körülbelül 9000 embert evakuáltak a területről. Ez volt a legnagyobb evakuálási művelet a svéd történelemben.
A településtől nem messze található egy hög sírfolyosó, mely egy újkőkori sírkamrát fedő bronzkori sírdomb. A hög halmot jelent, a kifejezés az óészaki haugr („domb”) szóból származik. Az itteni leleteket a Lundi Egyetem történelmi múzeumában állították ki.
Guillermo Molins a település labdarúgócsapatában kezdte a pályafutását.